# カール・ウィリアムス
カール・“トゥルース”・ウィリアムス（Carl Williams、1959年11月11日 - ）は、アメリカ合衆国フロリダ州ベルグラード出身のプロボクサー。身長193cm、リーチ215cm。鋭いジャブを持っており、パンチ力もある。長身のボクサータイプ。

## マイク・タイソン戦
1989年2月25日にマイク・タイソンと対戦するも、1R、1分33秒。TKO負け。
試合前の会見では、会場に30分ほど遅刻して現れたが、「ちょっと遅れてしまったよ」と悪びれた様子も無く、その後淡々とインタビューに答えた。
試合開始早々、軽快に動きながら、鋭いジャブを繰り出し、中々いいスタートを切っていたが、1分過ぎ、カール・ウィリアムスの出した左ジャブに対して、タイソンはダッキングし、反動で伸び上がる力を利用して、左フックをカール・ウィリアムスのチン（顎先）にクリーンヒット。カール・ウィリアムスはそのまま崩れ落ちた。カウント途中に立ち上がり、ダメージはそう深刻でない感じに見えたが、ファイティングポーズを取らなかった為、レフェリーのランディ・ニューマンが、TKO負けを宣告してしまった。
TKO負けを宣告されてから、ふと我に返ったように、カール・ウィリアムスは、ニューマンレフェリーに対して続行可能を猛烈にアピール。更にカール・ウィリアムス陣営のスタッフ連中も、リングに流れ込んできて猛抗議を行った。が、全ては後の祭りだった。
ジョー小泉曰く「やはりストップはちょっと早かった」との事。「この試合のカール・ウィリアムスは、調子は決して悪くなく、動きは軽快でスピードも有ったし、あそこでストップが無ければ、中々いい試合になっていたかもしれない」という趣旨の事を言っていた。その後統計的に左フックがKOパンチになりすいのもあり、似たような過程の左フックでワンパンチKOした場面では繰り返しこのシーンを言及するほど見事な一撃だった。